# Boulevard-Tor

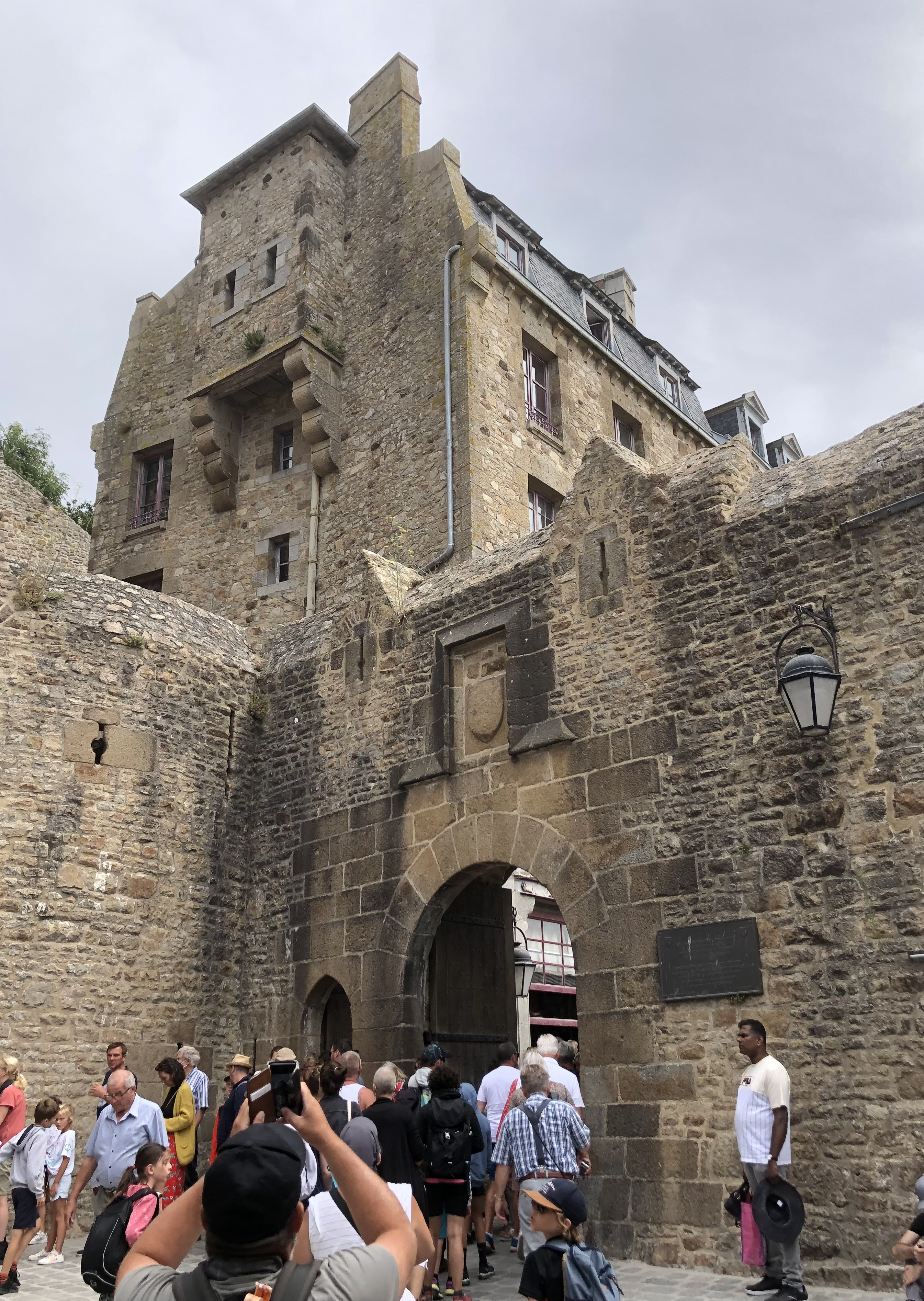
Boulevard-Tor, Außenseite, 2022

Das Boulevard-Tor (französisch Porte du Boulevard) ist ein Tor der Stadtbefestigung Mont-Saint-Michel in der Gemeinde Le Mont-Saint-Michel in Frankreich.
Das Tor befindet sich an der Südseite des Mont Saint-Michel, ist jedoch mit seiner stadtabgewandten Seite nach Westen ausgerichtet. Es verbindet den westlich des Tors gelegenen befestigten Hof mit der östlich beginnenden Hauptstraße Grand Rue des Ortes. In der Reihenfolge beim Zutritt zum Ort Le Mont Saint-Michel ist es nach dem Tor des Vormarschs das zweite Tor. Stadtseitig folgt dann noch das Königstor. 
Das Boulevard-Tor entstand Ende des 15. Jahrhunderts und diente insbesondere zur Verteidigung gegen Artillerie. Es soll durch Louis d’Estoutevilles errichtet worden sein. Mit dem Bau des stadtseitig gelegenen Hotels de la Mère Poulard Anfang des 20. Jahrhunderts wurde die Ansicht auf der Ostseite beeinträchtigt. Rechts der Außenseite des Tors stehen zwei 1434 von englischen Truppen zurückgelassene Kanonen, die Michelettes.